# Carl Abel
Carl Kalonymos Abel (Berlín, 25 de noviembre de 1837-Wiesbaden, 26 de noviembre de 1906) fue un filólogo, periodista y traductor clásico alemán. 
Nacido en Berlín, escribió muchas obras y memorias, como Acerca de la lengua, como expresión del modo de pensar de una nación (1869), Cartas de Relaciones Internacionales (1871), Investigaciones Coptas (1876) Sobre los métodos filosóficos (1877), Etimología egipcia (1878), Crítica de Egipto (1878), y Sobre la historia de la escritura jeroglífica (1890).

## Vida
Carl Abel nació en Berlín como hijo del banquero Gerson Abel (nacido en 1791) y asistió a la escuela secundaria en Frankfurt an der Oder. Estudió filología e historia en la Universidad Friedrich Wilhelm de Berlín, en la Universidad Ludwig Maximilians de Múnich y en la Universidad Eberhard Karls de Tubinga. Completó sus estudios con el título de doctor. Entre 1850 y 1851 dio conferencias en la Universidad de Berlín. Luego realizó viajes de estudios a Inglaterra, Rusia y Estados Unidos. Luego vivió como escritor y académico privado en Alemania, principalmente en Berlín. Dio conferencias temporalmente en la Academia Humboldt de Berlín sobre diversas disciplinas de la lingüística y en Oxford sobre el significado indoeuropeo y trabajó como asistente de filología en el Ministerio de Asuntos Exteriores en Berlín. Carl Abel fue durante mucho tiempo corresponsal inglés en Berlín de los periódicos The Times y Standard, así como empleado de la Kreuzzeitung prusiana. Su editor, Ferdinand Heinicke, también fue el editor de la Kreuzzeitung.
En 1860, Abel escribió dos correspondencias para el Daily Telegraph en las que atacaba anónimamente a Karl Marx y se ponía del lado de Carl Vogt . Marx describió esto en detalle en su libro Herr Vogt. Marx leyó la traducción “Obras de la Embajada Imperial Rusa en Pekín sobre China, su pueblo, su religión, sus instituciones, sus condiciones sociales, etc.” y la utilizó en el borrador del tercer libro de El Capital y en el primero volumen de El Capital. 
Abel escribió sus Ensayos lingüísticos en 1880. En 1883 dio conferencias sobre lexicografía comparada como parte de la serie de conferencias de Ilchester del Instituto Taylor de Estudios Rusos y de Europa del Este de la Universidad de Oxford, que lleva el nombre del cuarto conde de Ilchester. En 1884 permaneció en Dresde y Pillnitz, donde escribió prólogos a sus escritos.
Los ataques realizados contra el egiptólogo Adolf Erman fueron rechazados por August Friedrich Pott. Sigmund Freud utilizó su libro Sobre el sentido opuesto de las palabras para su teoría de la interpretación de los sueños.
Vivió en Wiesbaden desde el verano de 1890, donde murió allí el 26 de noviembre de 1906. Sólo los periódicos Leipziger Illustrierte Zeitung y el Vossische Zeitung publicaron breves obituarios sobre él.
Fue padre del químico, educador, periodista, autor, traductor y publicista Curt Abel y abuelo del economista de renombre internacional Richard Abel Musgrave.

## Publicaciones
- William Shakespeare: Eine Winternachtsmähr. Uebersetzt von Carl Abel. Julius Springer, Berlin 1854 (Digitalisat).
- William Shakespeare: Ein Sommernachtstraum. Uebersetzt von Carl Abel. Ernst Keil, Leipzig 1855 (Digitalisat).
- Lieder aus der Krimm. Kriegsgesänge, übersetzt von Dr. Carl Abel. J. C. Huber, Berlin 1855 (Digitalisat).
- On the Coptic Language. In: Transactions of the Philological Society. 2. Jg., April 1855, S. 51–61.
- Probe einer Uebersetzung von Iwan Krylof’s russischen Fabeln. F. Heinicke, Berlin 1856.
- Holländische Kinderlieder von Hiëronymus van Alphen. Uebersetzt von Dr. Carl Abel. F. Heinicke, Berlin 1856 (Digitalisat).
- Die Zeitung. Ein Lehrgedicht von Georg Crabbe. Nach dem Englischen von Dr. Carl Abel. J. L. Huber, Berlin 1856 (Digitalisat).
- Arbeiten der Kaiserlich Russischen Gesandtschaft zu Peking über China, sein Volk, seine Religion, seine Institutionen, seine socialen Verhältnisse etc. Aus dem Russischen nach dem in St. Petersburg 1852–1857 veröffentlichten Original von Dr. Carl Abel und F. A. Mecklenburg. F. Heinicke, Berlin 1858 (Digitalisate des ersten und zweiten Bandes).
- The journalistic auxiliaries of Austria („Die journalistischen Helfershelfer Österreichs“). In: The Daily Telegraph (London), Nr. 1439 vom 6. Februar 1860.
- I shall not belong […]. In: The Daily Telegraph (London), Nr. 1445 vom 13. Februar 1860.
- Ueber Sprache als Ausdruck nationaler Denkweise. Ein Vortrag. Dümmler, Berlin 1869 (Digitalisat).
- Letters on international relations before and during the war of 1870 by „The Times“ Correspondent at Berlin. Tinsley, London 1871 (Digitalisate des ersten und zweiten Bandes).
- Über einige Grundzüge der lateinischen Wortstellung. Zweite Auflage. Dümmler, Berlin 1871 (Digitalisat).
- Über den Begriff der Liebe in einigen alten und neuen Sprachen (= Sammlung gemeinverständlicher wissenschaftlicher Vorträge. Heft 158/159). C. G. Lüderitz’sche Verlagsbuchhandlung Carl Habel, Berlin 1872 (Digitalisat).
- Koptische Untersuchungen. Dümmler, Berlin 1876 (Digitalisat); Nachdruck: Sändig Reprint, Niederwalluf bei Wiesbaden 1970, ISBN 3-253-02245-5.
- Die englischen Verba des Befehls. Liepmannssohn, Berlin 1878 (Digitalisat).
- Zur ägyptischen Etymologie. Berlin 1878, (Digitalisat)
- Sprache und Aegyptische Sprache. In: Nord und Süd. 1879, S. 358–369 (Digitalisat).
- Linguistic essays. Trübner & Co., London 1882 (Digitalisat).
- Slavic and Latin. Ilchester Lectures on comparative lexicography. Trübner & Co., London 1883 (Digitalisat).
- Ueber die Unterscheidung sinnverwandter Wörter. In: Nord und Süd. 1883, S. 320–337 (Digitalisat).
- Über den Gegensinn der Urworte. Wilhelm Friedrich, Leipzig 1884 (Digitalisat).
- Sprachwissenschaftliche Abhandlungen. Wilhelm Friedrich, Leipzig 1885 (erweiterte Fassung von Linguistic essays; Digitalisat).
- Zur Frage nach den Kennzeichen der Sprachverwandtschaft. In: Internationale Zeitschrift für allgemeine Sprachwissenschaft. Johann Ambrosius Barth, 1885, S. 43–53 (Digitalisat).
- Groß- und Klein-Russisch. Aus Ilchester-Vorlesungen über vergleichende Lexikographie gehalten an der Universität Oxford. Im Auftrage des Verfassers aus dem Englischen übersetzt von Rudolf Dielitz. Wilhelm Friedrich, Leipzig 1885 (Teilübersetzung von Slavic and Latin).
- Englisches Zeitungsdeutsch. In: Nord und Süd. Berlin 1885, S. 188–189 (Digitalisat).
- Einleitung in ein Aegyptisch-Semitisch-Indoeuropaeisches Wurzelwörterbuch. Wilhelm Friedrich, Leipzig 1886 (Digitalisat); Nachdruck: M. Sändig, Wiesbaden 1969.
- Gegen Herrn Professor Erman. Zwei ägyptologische Antikritiken. Wilhelm Friedrich, Leipzig 1887.
- Über Wechselbeziehungen der ägyptischen, indoeuropäischen und semitischen Etymologie. Teil 1 (mehr nicht erschienen). Wilhelm Friedrich, Leipzig 1889.
- Aegyptisch-indoeuropaeische Sprachverwandtschaft (= Einzelbeiträge zur allgemeinen und vergleichenden Sprachwissenschaft. Heft 6). Wilhelm Friedrich, Leipzig 1890.
- Aegyptisch und Indogermanisch. Vorlesung in der Abtheilung für Sprachwissenschaft des Freien Deutschen Hochstiftes gehalten (= Schriften des Freien Deutschen Hochstiftes). Zweite, vermehrte Auflage. Gebr. Knauer, Frankfurt am Main 1890.
- Willem Pleyte: Zur Geschichte der Hieroglyphenschrift (= Einzelbeiträge zur allgemeinen und vergleichenden Sprachwissenschaft. Heft 8). Nach dem Holländischen von Carl Abel. Friedrich, Leipzig 1890.
- Offener Brief an Gustav Meyer in Sachen der ägyptisch-indogermanischen Sprachverwandtschaft. Friedrich, Leipzig 1891.
- Nachtrag zum Offenen Brief an Professor Dr. Gustav Meyer in Sachen der ägyptisch-indogermanischen Sprachverwandtschaft. Friedrich, Leipzig 1891.
- L’affinité étymologique des langues égyptienne et indo-européennes. Impr. National, Lisbonne 1892.
- Ein Bericht auf Sr. Excellenz des Herrn Reichskanzlers Befehl erstattet von Prof. Dr. Carl Abel [1895]. In: Dirk Hoerder (Hrsg.): Plutokraten und Sozialisten. Berichte deutscher Diplomaten und Agenten über die amerikanische Arbeiterbewegung 1878–1917. Saur, München 1981, S. 1 ff.
- Über Gegensinn und Gegenlaut in den Klassischen, Germanischen und Slavischen Sprachen. Diesterweg, Frankfurt am Main 1905 (Digitalisat; Digitalisat des zweiten Hefts, 1906).

## Legado
- Archivo de la Academia de Ciencias de Berlín-Brandenburgo Berlín. (Materiales de trabajo, copias de textos africanos: bereber, cabila, egipcio. 0,75 metros lineales)
- Biblioteca Estatal de Berlín Firma: Sra. germ.fol. 14150.
- Biblioteca de la Universidad Johann Christian Senckenberg, Fráncfort del Meno. Firma: Nachl. C.Abel (32 recuadros: Diccionarios de raíces comparativos; notas en inglés; diccionarios de salmos)
- Universidad RheinMain y biblioteca estatal, Wiesbaden. 16 volúmenes, 3 cajas (manuscritos, extractos, colecciones)

## Literatura
- Heinrich Graetz: (Reseña) Carl Abel, Sobre el concepto de amor en algunos lenguajes antiguos y nuevos. En: Revista mensual de historia y ciencia del judaísmo. Núm. 21. 1872, págs. 558–566. (copia digital)
- Herbert Baynes: [Reseña] C. Abel. Ensayos lingüísticos. En. Mín. Vol. 8, núm. 30 (abril de 1883), págs. 291–295.
- August Friedrich Pott: Lingüística general y estudios de la lengua egipcia de Carl Abel. (Contribuciones individuales a la lingüística general y comparada. Número 1). Guillermo Federico, Leipzig 1886. Copia digital[8]
- Friedrich Bodenstedt: Recuerdos de mi vida . Berlín 1888, página 250. (copia digital)
- Abel, Carl. En: G. Washington Moon (ed.): Hombres y mujeres de la época. Un diccionario de contemporáneos. 13, rev. edición. Routledge, Londres 1891, página 4.
- Benjamin Eli Smith: La ciclopedia de nombres del siglo . The Century Co., Nueva York 1894, página 4. (copia digital)
- Sigmund Freud: “Sobre el significado opuesto de las palabras originales”. Artículo sobre el folleto del mismo nombre de Karl Abel, 1884. En: Anuario de investigaciones psicoanalíticas y psicopatológicas. Volumen 2 (1), Viena 1910, págs. 179-184. Copia digital
- Manfred Schöncke: Incorporaciones de personal - Carta al editor . En: Contribuciones a la investigación de Marx-Engels. Nuevo episodio 2020/21 . Argumento, Hamburgo 2022. ISBN 978-3-86754-687-4, pág. 270-271.
- Ángel María Amor Ruibal. Los problemas fundamentales de la Filología Comparada: Su historia, su naturaleza y sus diversas relaciones científicas. ISBN 849653006X
- Paul Regnaud, Ángel Amor Ruibal. Principios generales de lingüística indo-europea Editor Consello da Cultura Galega, 2005. ISBN 8496530094

## Enlaces web
- La propiedad de Carl Abel en la Universidad RheinMain y la Biblioteca Estatal
- Bibliografía relacionada con Carl Abel en el catálogo de la Biblioteca Nacional de Alemania.

- Esta obra contiene una traducción completa derivada de «Carl Abel (Philologe)» de Wikipedia en alemán, concretamente de esta versión, publicada por sus editores bajo la Licencia de documentación libre de GNU y la Licencia Creative Commons Atribución-CompartirIgual 4.0 Internacional.
- Esta obra contiene una traducción parcial derivada de «Carlos Abel» de Wikipedia en portugués, concretamente de esta versión, publicada por sus editores bajo la Licencia de documentación libre de GNU y la Licencia Creative Commons Atribución-CompartirIgual 4.0 Internacional.

- Datos: Q99894